# Sinagoga Española (Praga)
La Sinagoga Española (en hebreo: בית הכנסת הספרדי‎ Bet Haknéset Hasefaradí; en checo: Španělská synagoga) es una sinagoga ubicada en el barrio Josefov de Praga e inspirada en la sinagoga vienesa de Leopoldstädter Tempel. Su nombre se debe, probablemente, al hecho de que presenta un estilo morisco muy similar al desarrollado en monumentos granadinos como, por ejemplo, la Alhambra.
Fue construida entre 1868 y 1893, y reparada en la década de 1990 tras la ocupación nazi de la Segunda Guerra Mundial, en la cual el edificio fue usado como almacén para bienes confiscados a los judíos.

## Historia
En el lugar donde actualmente se encuentre la sinagoga antes hubo otro templo judío conocido como Altshul o Stará škola (Escuela Vieja). Fue construida entre los siglos xi y xii, y la información más antigua que existe de ella es del año 1142. Entre los años 1836 y 1845 trabajó como organista František Škroup, el autor del himno nacional checo Kde domov můj? (¿Dónde está mi hogar?).
La Escuela Vieja sirvió en sus últimos años como sinagoga para los judíos reformadores praguenses de habla nativa alemana. A causa de mal estado de la Escuela Vieja y debido a una reconstrucción inadecuada en estilo neogótico, se decidió destruirla y sustituirla por el edificio actual. Utilizaron el estilo neomorisco, que era muy popular en las comunidades judías europeas del siglo xix.
Los arquitectos encargados de renovar el edificio fueron Ullman y Niklas. La decoración en el interior de estuco la hizo Q. Bělský. La sinagoga fue terminada entre los años 1882 y 1893.
En el año 1935 la sinagoga fue ampliada por la parte del sur, según el proyecto de arquitecto K. Pecánek. Esta parte es conocida como la Ermita de Invierno. Durante la Segunda Guerra Mundial la sinagoga sirvió como almacén —destino común de muchas de las sinagogas bajo el régimen nazi—, en este caso de los objetos confiscados a las comunidades judías checas. Entre los años 1958 y 1959, se reconstruyó el interior de la sinagoga, que a su vez se convirtió en el depositario del museo judío. No obstante, el edificio se empezó a descuidar y así pues se cerró. Finalmente, en el año 1989 se iniciaron nuevas obras para recuperar su belleza original. Fue abierta de nuevo en 1994 y se empezó a usar para el servicio religioso de rito conservador (la comunidad abierta Bejt Praha), en principio solo los días festivos y luego también para las misas regulares de los viernes por la noche.
El dueño del edificio es el Museo Judío de Praga. Cerca de la sinagoga también tienen sus oficinas, biblioteca y depósitos.

### Actualidad
Hoy en día la sinagoga alberga una exposición del Museo Judío que presenta la historia de los Judíos en Bohemia y Moravia desde las reformas josefinas hasta el siglo xx, incluidos varios objetos de plata de las sinagogas. La exhibición tiene lugar en la llamada Ermita de Invierno y en la Galería Robert Guttmann, situada en la parte trasera del edificio, se hacen exhibiciones de arte de temática judía. Además de los ritos religiosos se organizan conciertos de música clásica.

## Galería de imágenes

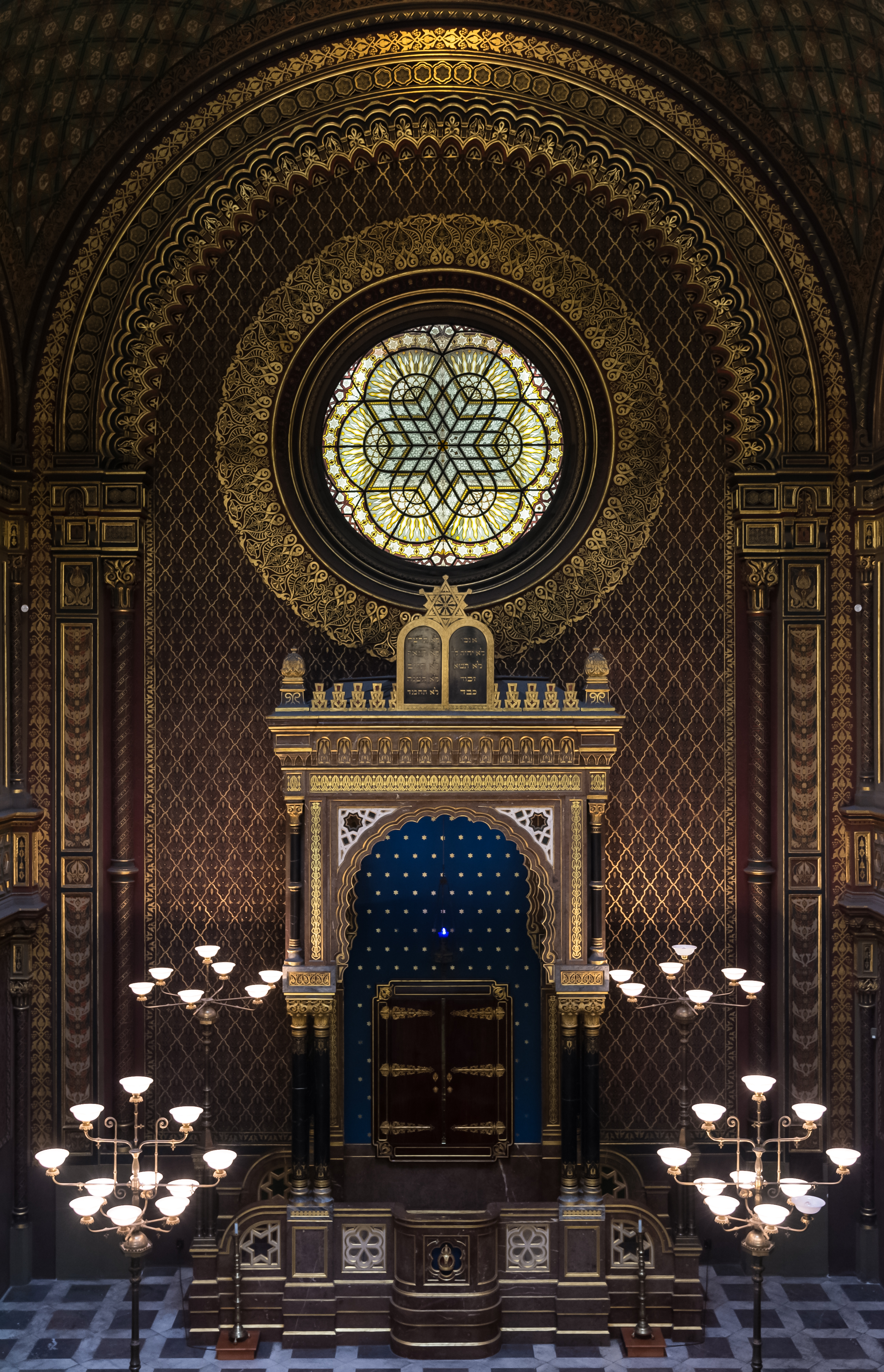
Bima.
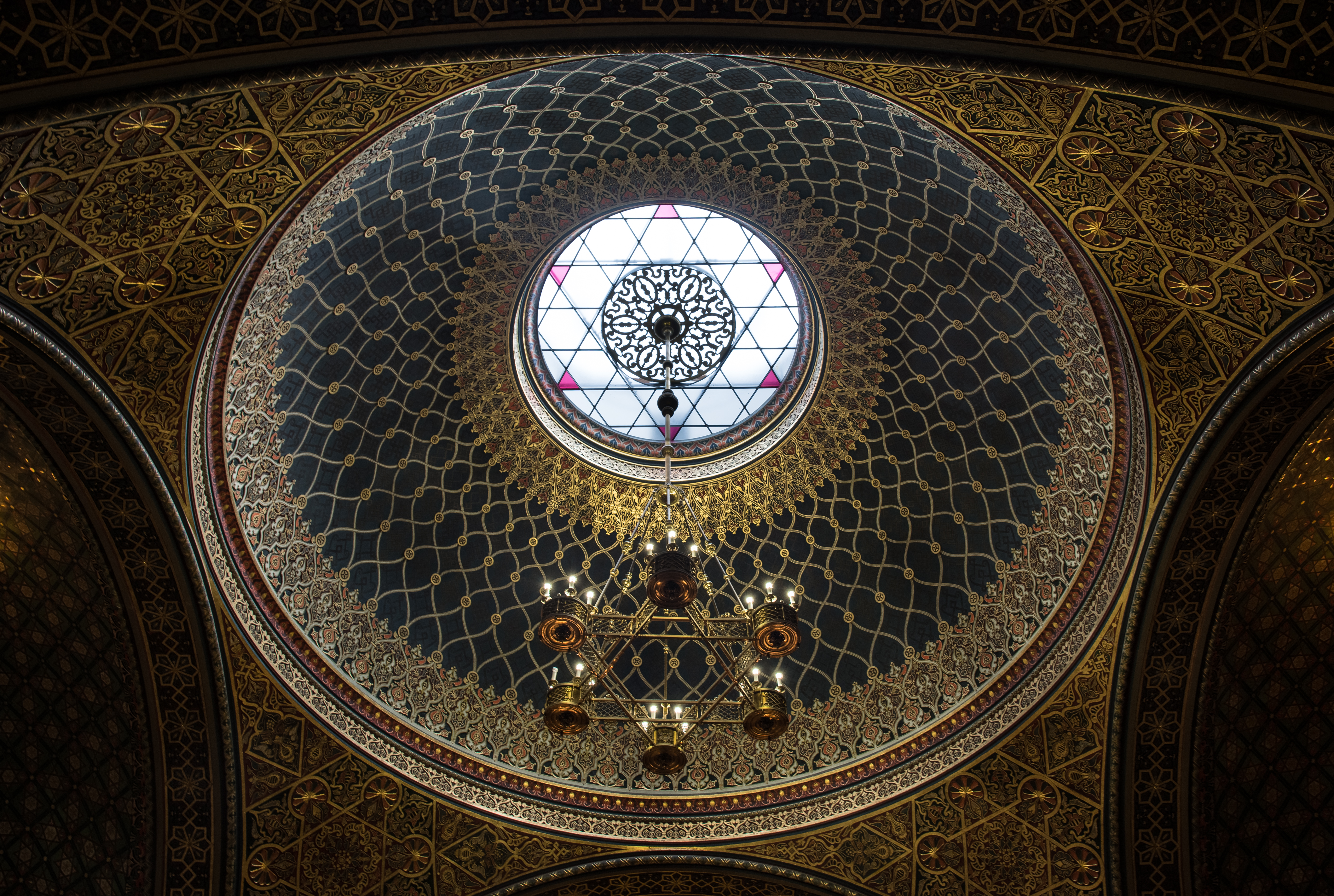
Cúpula.